# 매디슨 그랜트

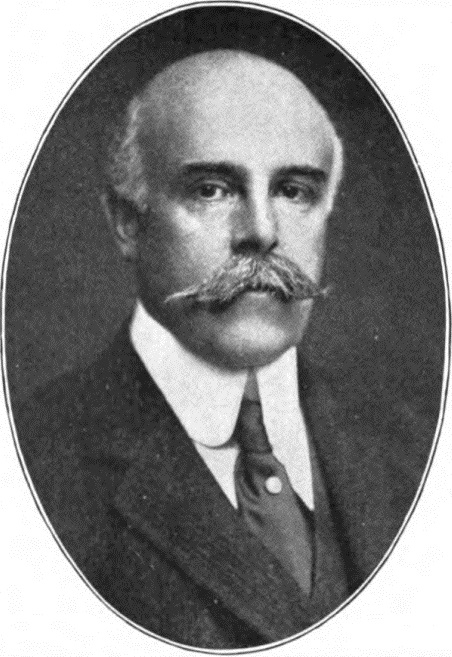
매디슨 그랜트

매디슨 그랜트(Madison Grant, 1865년 11월 19일 ~ 1937년 5월 30일 )는 미국 출신의 변호사이며 작가, 동물학자, 우생학자이다. 그는 학문적 인종차별주의를 옹호했다. 우생학자로, 그는 위대한 인종의 소멸을 펴냈고, 이민반대정책을 강하게 옹호했고, 인종간의 결혼을 금지하는 법을 옹호하였다.
그는 1895년에 뉴욕동물학회를 공동으로 설립하였고 1899년에 브롱스 동물원을 설립하였다. 그는 자연보존주의에 관심이 많았고, 그것이 그를 우생학에 몸담게 하였다.

## 같이 보기
- 인종 차별